# Scutobelonium
Scutobelonium is een monotypisch geslacht van schimmels behorend tot de familie Mollisiaceae. Het bevat alleen Scutobelonium amorilens.